# Laura Suarez
Laura Suarez (Rio de Janeiro, 21 de novembro de 1909 - Rio de Janeiro, 06 de outubro de 1998 ) foi uma atriz, cantora e compositora brasileira. Era considerada uma das mulheres mais bonitas de sua época. 

## Biografia
Laura Suarez nasceu em 21 de novembro de 1909 na cidade do Rio de Janeiro. Seu pai era proprietário do hotel Balneário Ipanema.  Em 1929 foi eleita Miss Ipanema. Em 1930 lançou seu primeiro disco, gravado na Brunswick. Compôs duas músicas para esse disco que foram Moreno, meu bem e Coco de Pagu e em parceria com Henrique Vogeler compôs mais quatros canções. Entre 1929 e 1931 gravou onze discos com vinte e duas músicas, na gravadora Brunswick, sedo quase todas de sua autoria.
Casou com Willian Melniker, diretor geral da Metro-Goldwyn-Mayer na América do Sul, em 1933, numa cerimônia íntima. 
Em 1937, nos Estados Unidos, participou do primeiro programa mundial de televisão, na NBC, em Nova York, cantando peças de Tchaikovsky.
Era uma das estrela da companhia teatral de Raul Roulien, com o qual manteve um affair, no início da década de 1940. Cacilda Becker estrou na mesma companhia e as duas tinha um bom relacionamento. 
Sua última peça foi Frank Sinatra 4815, de João Bethencourt, em 1985, no Teatro Mesbla, no Rio de Janeiro.
Faleceu no Estados Unidos em 1998. 

## Filmografia

### Cinema
| Ano  | Título                         | Personagem                 |
| ---- | ------------------------------ | -------------------------- |
| 1967 | Uma Rosa para Todos            | Dona Natália               |
| 1962 | Sócio de Alcova                | Mãe de Marina              |
| 1961 | Mulheres, Cheguei!             | Amélia                     |
| 1958 | Pista de Grama                 | —                          |
| 1952 | A Mulher do Diabo              | —                          |
| 1952 | Tudo Azul                      | Sofia                      |
| 1951 | A Inconveniência de Ser Esposa | Esposa                     |
| 1948 | O Malandro e a Grã-fina        | Ana Maria                  |
| 1943 | Samba em Berlim                | Leda Lea                   |
| 1941 | 24 Horas de Sonho              | Princesa Merly de Aubignon |
| 1941 | Céu Azul                       | Garota cantando            |
| 1938 | Venetian Moonlight             | Cantora                    |
| 1932 | Puxa!                          | Cantora                    |
| 1929 | As Flores de Uma Raça          | Ela Mesma                  |

### Televisão
| Ano  | Título               | Personagem | Notas                  |
| ---- | -------------------- | ---------- | ---------------------- |
| 1978 | Te Contei?           | Magda      |                        |
| 1973 | Carinhoso            | Marieta    |                        |
| 1972 | Caso Especial        | —          | Episódio: "Os Abutres" |
| 1961 | Grande Teatro Tupi   | —          | Episódio: "O Milagre"  |
| 1959 | Teledrama            | —          |                        |
| 1956 | Teatro de Variedades | —          | Episódio: "Conflito"   |
| 1937 | When They Play Waltz | Cantora    |                        |

### Teatro[12]
- Frank Sinatra 4.815 (1985)
- No Sex... Please! (1978)
- Dr. Knock (1974)
- O Cavalo Desmaiado (1967)
- O Vestido Lilás de Valentine (1966)
- Solo (1964-1965)
- A Voz Humana (1964-1965)
- A Cegonha Se Diverte (1962)
- O Amor em Hi-Fi (1960)
- Carrossel do Casamento (1960)
- Brasileiros em Nova York (1959)
- Tia Mame (1959)
- Gigi (1958)
- Loucuras de Mamãe (1957)
- É do Amor que se Trata (1957)
- Aconteceu Naquela Noite (1956)
- Um Cravo na Lapela (1955)
- Diálogo das Carmelitas (1954)
- Também os Deuses Amam (1954)
- Mulheres Feias (1953)
- Daqui Não Saio (1953, 1955)
- Jezabel (1952-1953)
- A Cegonha se Diverte... (1952)
- Só o Faraó Tem Alma (1950)
- A Inconveniência de Ser Esposa (1949-1950)
- Mulher por Um Minuto (1949)
- Noites de Carnaval (1948)
- Deusa de Todos Nós (1947)
- Seremos Sempre Crianças (1947)
- Na Pele do Lobo (1942)
- Coração(1941)
- Trio em Lá Menor (1941)
- Alguns Abaixo de Zero (1941)
- Prometo Ser Infiel (1941)
- Garçon (1941)
- Patinho de Ouro (1941)
- Novíssima (1932)